# Pseudocycnotrachelus constristatus
Pseudocycnotrachelus constristatus es una especie de coleóptero de la familia Attelabidae.

## Distribución geográfica
Habita en Filipinas.